# No voy a pedirle a nadie que me crea
No voy a pedirle a nadie que me crea es una película de suspenso y comedia oscura mexicano-española de 2023 dirigida por Fernando Frías de la Parra basada en la novela de Juan Pablo Villalobos y protagonizada por Darío Yazbek.

## Trama
Justo antes de partir de México hacia Barcelona con su novia Valentina, decidida a obtener una beca de doctorado, Juan Pablo se ve envuelto con un cartel de la droga que le asigna una misión en Cataluña, encontrando inspiración para su nueva novela mientras su vida da un giro oscuro.

## Elenco
- Darío Yazbek como Juan Pablo
- Natalia Solián como Valentina Cruz García
- Anna Castillo como Laia Carbonell
- Alexis Ayala como El licenciado
- Ivano Palatucci como Jimi
- Juan Minujín como Facundo
- Antonia Robolini como Alejandra.
- Carmen Beato como Madre de Juan Pablo
- Bruna Cusí como Doctora Ripoll
- Mima Riera como Laia Policía
- Juan Carlos Remolina como Padre de Juan Pablo
- Clara Roquet como Presentadora libro

## Producción
La película es una coproducción mexicano-española, producida por Zeta Studios y Exile Content. Se rodó principalmente en Barcelona.

## Lanzamiento
La película se estrenó en el 21° Festival Internacional de Cine de Morelia el 22 de octubre de 2023. También llegó a la competencia internacional del 38° Festival Internacional de Cine de Mar del Plata. Se estrenó en Netflix el 22 de noviembre de 2023.